# Schönefeld Boulevard
Schönefeld Boulevard ist ein deutscher Coming-of-Age-Film aus dem Jahr 2014 von Sylke Enders. In der Hauptrolle spielt Julia Jendroßek die spätpubertierende Abiturientin Cindy, die sich in ihrer Welt voller Spott und Mobbing erst durchsetzen muss. Seine Premiere hatte der Film auf dem Filmfest München 2014. Die Regisseurin Sylke Enders erhielt im Erscheinungsjahr auf dem Kinofest Lünen den Preis PERLE (Preis für Frauen aus der Filmbranche) für ihre Arbeit an dem Film.

## Handlung
Cindy lebt mit ihren Eltern in Berlin-Schönefeld, unweit des Flughafens und der Baustelle des Flughafens Berlin Brandenburg. Sie macht gerade ihr Abitur, weiß aber noch nicht wirklich, was sie danach machen wird. In der Schule wird die übergewichtige Cindy von ihren Mitschülerinnen immer wieder gemobbt, und auch in ihrer Familie ist sie dem Spott des Vaters ausgesetzt. Ihr einziger Freund ist Danny, ein etwas älterer Nachbar, mit dem sie abhängt und persönliche Dinge bespricht. Auch er ist nicht immer nett zu ihr. Jetzt verlässt er sie und bricht mit der Bundeswehr nach Afghanistan auf, sodass Cindy wieder auf sich allein gestellt ist.
Cindy versucht, ihre eigenen Wege zu gehen. Als sie eine Sonnenbrille dem rechtmäßigen Besitzer zurückgeben möchte, verguckt sie sich in den finnischen Ingenieur Leif. Sie flirtet mit ihm, und sie verbringen eine Nacht zusammen. Doch dieser ist verheiratet und teilt Cindy mit, dass sie sich nicht mehr sehen können. Aber Cindy tankt Selbstvertrauen, sie kann sich auch gegen ihre Mitschülerinnen mehr durchsetzen, und sie besteht ihre Abiturprüfung. Sie nimmt Kontakt zu einem koreanischen Ingenieur auf, der sie später auch zum Abiball begleitet. Danny kommt wieder nach Schönefeld zurück, da er ausgemustert wurde. Doch die Beziehung der beiden hat sich geändert, da Cindy nicht mehr die alte ist. Er kann die Beziehung nicht mehr so manipulieren, wie er es jahrelang gewohnt war, er verliert sich in Selbsthass. Auch die Beziehung zu den Eltern verändert sich.
Nach dem Abiball versucht Danny bei einem Spaziergang, Cindy zu vergewaltigen, doch Cindy kann sich wehren. Sie gehen im Streit auseinander, Danny fährt sich mit dem Wagen seines Vaters zu Tode. Cindy macht sich zunächst Vorwürfe, findet aber nach und nach wieder aus dieser Krise heraus. Sie geht ihren neu gefundenen Weg mit errungenem Lebensmut weiter.

## Produktion
Der Film wurde vom 12. August 2013 bis zum 19. September 2013 in Schönefeld, an der Grenze zu Berlin, und Porta Westfalica gedreht.
Er wurde von der Berliner credo:film im Auftrag von WDR, rbb und Arte produziert und am 18. September 2014 vom farbfilm verleih in die deutschen Kinos gebracht. Die Produktion des Films wurde durch das Medienboard Berlin-Brandenburg finanziell unterstützt.

## Rezeption

### Kritiken
Das Lexikon des internationalen Films bewertet Schönefeld Boulevard mit insgesamt 3 von 5 Sternen. In der Kritik wird eine sinnbildliche Verbindung zum damals noch im Bau befindlichen Flughafen gezogen: „Sylke Enders inszenierte am Schauplatz des noch geschlossenen neuen Berliner Flughafens die Selbstfindung eines Mädchens, die in ihren unvorhergesehenen Wendungen auch als ein Versprechen für das krisengebeutelte Unternehmen gelesen werden kann.“
Rainer Tittelbach kommt in seiner Besprechung des Films bei tittelbach.tv auf ein Ergebnis von insgesamt 4,5 von 6 Sternen. Der Coming-of-Age-Film enthalte eine starke Hauptfigur, auch die Psychologie des Films wäre stimmig. Schönefeld Boulevard bezaubere „nach kurzer Gewöhnungszeit durch seine unfertige Heldin, durch die gewollt unfertige Geschichte und eine offene, dem Alltag abgelauschte Dramaturgie“.
Auf Kinofenster.de, dem filmpädagogischen Online-Projekt der Bundeszentrale für politische Bildung, wurde der Film als Film des Monats vorgestellt und mit abrufbaren Materialien ergänzt. Das Drama zeige „die vielfältigen Probleme der Pubertät zwischen Elternhaus, Schule und erster Liebe, erschöpft sich aber nicht in Larmoyanz, sondern ermutigt ein junges Publikum, diese schwierige Phase zu reflektieren und tapfer durchzustehen. Vor allem übergewichtige Mädchen mit ähnlichen Nöten dürften in Cindy eine Identifikationsfigur entdecken, deren Erfahrungen und Initiativen dazu taugen, Veränderungen im eigenen Leben zu erwägen. Die unterschiedlichen Reaktionen auf Cindys Leibesfülle – Spott und Häme auf der einen Seite, aber auch Respekt und Bewunderung auf der anderen – regen zum Nachdenken über Schönheit, Körperbilder und Essverhalten an. Aber auch zu der breit geführten öffentlichen Debatte über die Gefahren sozialer Netzwerke des Internets, die oft zum Mobbing missbraucht werden, leistet der Film einen Beitrag“.
Auch Vision Kino, das sich für die Förderung der Film- und Medienkompetenz von Kindern und Jugendlichen engagiert und dabei u. a. von der Beauftragten der Bundesregierung für Kultur und Medien unterstützt wird, präsentierte den Film als Film-Tipp: „Die Regisseurin Sylke Enders inszeniert Cindys Erwachsenwerden vor einer grandiosen Kulisse: Der wegen Korruptionsaffären und dem immer wieder verschobenen Eröffnungstermin bereits geschichtsträchtige Großflughafen Schönefeld ist in seinem Stillstand als Metapher wie gemacht für das Leben der Protagonistin.“ Der Film verfolge konsequent die Perspektive von Cindy, die mit ihrem Übergewicht ein leichtes Angriffsziel für ihre ebenfalls desillusionierten Mitmenschen sei. „Auf ihrem Weg ins Erwachsensein durchläuft sie die klassischen Konflikte der Pubertät: die Loslösung vom familiären Umfeld und das Erlangen von Selbstbestimmung, die erste Liebe, Freundschaft und Ausgrenzung, den Wunsch nach Zugehörigkeit wie auch den nach der Entdeckung der eigenen Individualität. Schüler/innen bieten Cindys Erfahrungen darum vielfältige Identifikations- und Vergleichsmöglichkeiten.“

### Auszeichnungen
- 2014: PERLE (Preis für Frauen aus der Filmbranche) des Kinofest Lünen für Sylke Enders